# Benholm Castle

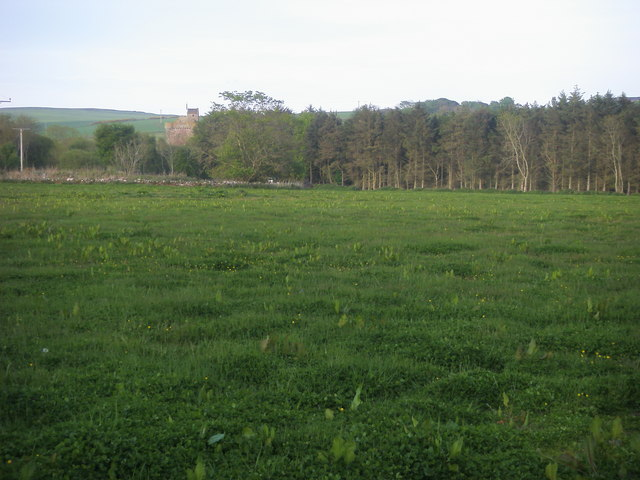
Benholm Castle

Benholm Castle ist ein Herrenhaus in der schottischen Ortschaft Benholm in der Council Area Aberdeenshire. 1972 wurde das Bauwerk in die schottischen Denkmallisten in der höchsten Denkmalkategorie A aufgenommen.

## Geschichte
Benholm Castle wurde um 1475 als Tower House for John Lundie und seine Frau Isabel Forrester errichtet. Im Jahre 1559 ging es an George Keith, 4. Earl Marischal beziehungsweise dessen Familie über. Im frühen 17. Jahrhundert wurde das Tower House erweitert. Um 1660 erwarb David Scott, der spätere Schatzmeister der Bank of Scotland, das Anwesen. Um 1760 veranlassten seine Nachfahren den Anbau des damals noch freistehenden Herrenhauses. Durch eine Erweiterung an der Nordflanke im Jahre 1798 wurde das Herrenhaus mit dem Tower House verbunden. Zu einem späteren Zeitpunkt wurde diese Verbindung weitgehend abgebrochen.
In den 1880er Jahren wurde Benholm Castle als leerstehend und ruinös beschrieben. Der Aberdeener Stadtarchitekt John Rust erwarb das Anwesen im Jahre 1903. Im Laufe des Zweiten Weltkriegs diente Benholm Castle als Lazarett für polnische Soldaten. 1967 wurde es abermals als Ruine beschrieben. Um 1990 wurden Restaurierungs- und Stabilisierungsarbeiten begonnen. Bei einem Sturm im Jahre 1993 stürzten Teile der Nord- und der Ostflanke des Tower House ein, das damit bis heute als Ruine vorliegt. Die Restaurierung des Herrenhauses wurde hingegen abgeschlossen.

## Beschreibung
Benholm Castle steht isoliert am Nordrand der Streusiedlung Benholm. Das Mauerwerk des Tower House besteht aus rötlichem Sandstein. An seiner Westfassade führt ein um 1790 eingerichtetes Portal ins Innere. Die Fassaden schließen mit einer auskragenden Brüstung und Ecktourellen. Das aufsitzende Haus wurde im 17. Jahrhundert ergänzt.
Das klassizistische Herrenhaus ist dreistöckig mit niedrigeren rückwärtigen Anbauten. Seine südexponierte Hauptfassade ist fünf Achsen weit. Das zentrale Eingangsportal ist pilastriert und von einem Gesimse bekrönt. Entlang der Rückseite finden sich ein Thermenfenster und ein venezianisches Fenster. Das abschließende Walmdach ist mit Schiefer eingedeckt.